# Haardtrand – Im Baumgarten
Haardtrand – Im Baumgarten ist ein Naturschutzgebiet innerhalb des Landkreises Bad Dürkheim. Es existiert seit 1990. Das Areal ist insgesamt 39,6 Hektar groß und befindet sich auf den Gemarkungen der Ortsgemeinde Battenberg und Kleinkarlbach. Unmittelbar westlich von ihm befinden sich die Burg Battenberg, das Naturdenkmal Blitzröhren, die Battenberger Martinskirche sowie das Siedlungsgebiet. Schutzzweck ist die Erhaltung des „durch ein vielfältiges Nutzungsmuster aus Rebflächen unterschiedlicher Bewirtschaftungsintensität, Obstgrundstücken, Gebüsch- und Saumbiotopen, Wald- und Waldrandflächen, Trockenmauern und Weinbergsterrassen charakterisierten Gebietes“.